# Подлубово (Кармаскалинский район)
Подлубово (баш. Подлуб) — село в Кармаскалинском районе Башкортостана. Административный центр Подлубовского сельсовета.

## Географическое положение
Расстояние до:
- районного центра (Кармаскалы): 22 км,
- ближайшей ж/д станции (Чишмы): 29 км.

## Население
| 2002 | 2009 | 2010 |
| ---- | ---- | ---- |
| 1051 | ↘890 | ↗905 |

### Национальный состав
Согласно переписи 2002 года, преобладающая национальность — русские (47 %).

## Религия
В селе находится православная церковь Рождества Христова.

## Достопримечательности
- Голубое озеро — небольшое озеро (400 м²), вода которого светло-синего цвета, из-за содержания ряда полезных для человека микроэлементов. Озеро признано памятником природы республиканского значения.

## Известные жители
- Белов, Василий Михайлович (1925—1993) — советский военнослужащий, рядовой, Герой Советского Союза.
- Полунин, Иван Александрович (1912—1990) — советский военнослужащий, старший сержант, Герой Советского Союза[5].